# La Cebolla
La Cebolla (dt: „die Zwiebel“; auch Ejido La Cebolla) ist eine Ortschaft im Municipio Magdalena im Norden des mexikanischen Bundesstaates Sonora. Sie liegt nahe Magdalena de Kino etwa 20 km von der Carretera Federal 15 entfernt auf einer Höhe von 741 Metern in der Zeitzone UTC-7.